# Добошень
Добошень, Добошені (рум. Doboșeni) — село у повіті Ковасна в Румунії. Входить до складу комуни Бредуц.
Село розташоване на відстані 191 км на північ від Бухареста, 32 км на північний захід від Сфинту-Георге, 52 км на північ від Брашова.

## Населення
За даними перепису населення 2002 року у селі проживали 1780 осіб.
Національний склад населення села:
| Національність | Кількість осіб | Відсоток |
| -------------- | -------------- | -------- |
| угорці         | 1033           | 58,0%    |
| цигани         | 566            | 31,8%    |
| румуни         | 179            | 10,1%    |

Рідною мовою назвали:
| Мова      | Кількість осіб | Відсоток |
| --------- | -------------- | -------- |
| угорська  | 904            | 50,8%    |
| румунська | 876            | 49,2%    |